# 圣托梅
圣托梅（法語：Saint-Thomé，法語發音：[sɛ̃ tɔme]）是法国阿尔代什省的一个市镇，属于普里瓦区。

## 地理
圣托梅（44°30'2"N, 4°37'33"E）面积19.65 平方千米，位于法国奥弗涅-罗讷-阿尔卑斯大区阿尔代什省，该省份为法国东南部内陆省份，北起顺时针与卢瓦尔省、伊泽尔省、德龙省、沃克吕兹省、加尔省、洛泽尔省和上盧瓦爾省接壤。
与圣托梅接壤的市镇（或旧市镇、城区）包括：阿尔巴拉罗迈讷、拉尔纳、勒泰伊、瓦尔维涅尔、维维耶。
圣托梅的时区为UTC+01:00、UTC+02:00（夏令时）。

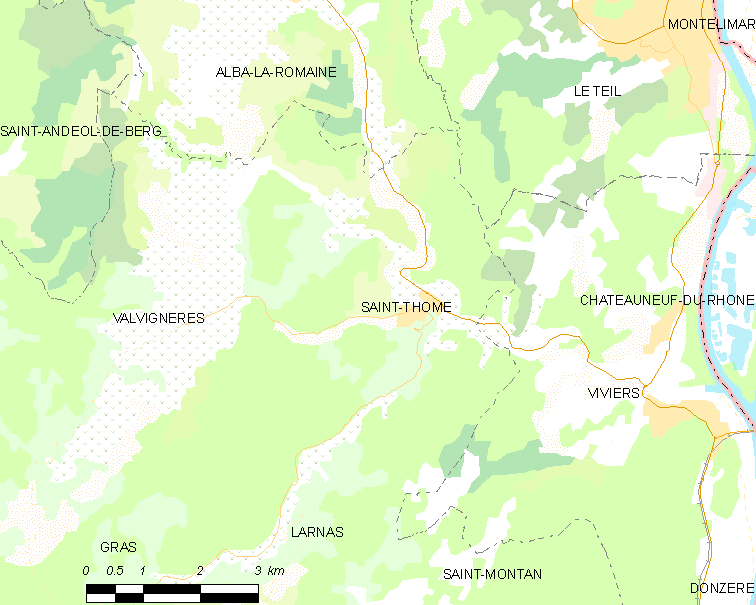
圣托梅的OSM定位图

## 行政
圣托梅的邮政编码为07220，INSEE市镇编码为07300。

## 政治
圣托梅所属的省级选区为贝尔-埃尔维县。

## 人口

1962-2008年间圣托梅人口变化图示

圣托梅于2022年1月1日时的人口数量为475人。